# Bluetoothプロファイルの一覧
Bluetoothプロファイルの一覧は、Bluetoothの実装に用いられる各種プロファイルを総覧する。

## 現在使われているプロファイル
現在使われているプロファイル。ここに記載されているのは主に Bluetooth BR/EDR 向けである。
3D Synchronization Profile (3DSP)
3Dメガネとテレビを繋ぐためのプロファイル。
Advanced Audio Distribution Profile (A2DP)
デジタルオーディオプレイヤー - ヘッドフォン間などで用いられる、ステレオ音質のオーディオデータをストリーミング配信するためのプロファイル。
Audio/Video Remote Control Profile (AVRCP)
デジタルオーディオプレイヤー - リモコン間などで用いられる、操作対象デバイスをリモコンからリモート操作するためのプロファイル。
Basic Imaging Profile (BIP)
携帯電話 - プリンタ間などで用いられる、画像の送受信や印刷のためのプロファイル。
Basic Printing Profile (BPP)
携帯電話 - プリンタ間などで用いられる、電子メールや画像、プレーンテキストなどの印刷のためのプロファイル。
Calendar Tasks and Notes Profile (CTN)
カレンダータスクとノート
Device Identification Profile (DI)
SDPを利用して、デバイス固有の情報を提供するためのプロファイル。
Dial-Up Network Profile (DUN)
Bluetoothの無線接続経由で、インターネットや他のダイアルアップサービスにアクセスするためのプロファイル。
File Transfer Profile (FTP)
2台のPC間でファイル転送を行うためのプロファイル。同名のプロトコル (File Transfer Protocol) との関連はない。
Generic Access Profile (GAP)
他の全てのプロファイルの基礎として機能するプロファイルで、機器の接続、認証、暗号化などを行うもの。A2DPとVDPの基礎として使われている。
Generic Attribute Profile（GATT)
Bluetooth Low Energyを利用するすべての通信のベースとなるプロファイル。その他のプロファイルと組み合わせて使う。
Generic Audio/Video Distribution Profile (GAVDP)
ビデオストリームやオーディオストリームを配信するためのプロファイル。前述のGAPと同じく、A2DPとVDPの基礎として使われている。
Global Navigation Satellite System Profile (GNSS)
GPSなどの測位情報を伝送するためのプロファイル。
Generic Object Exchange Profile (GOEP)
ファイル転送の基礎として機能するプロファイル。
Generic PIM Profile (GPP)
PIM
Hard Copy Cable Replacement Profile (HCRP)
PC - プリンタ間で用いられる、ファイルの印刷・スキャンを行なうためのプロファイル。
Health Device Profile (HDP)
健康管理機器を接続するためのプロファイル。
Hands-Free Profile (HFP)
携帯電話 - ヘッドセット間などで用いられる、電話の発着信や通話を行なうためのプロファイル。
Human Interface Device Profile (HID)
キーボードやマウス（ポインティングデバイス）をBluetoothの無線接続経由で使用するためのプロファイル。
Headset Profile (HSP)
PC・携帯電話 - ヘッドセット間などで用いられる、音声入出力を行なうためのプロファイル。
Interoperability Profile (IOPT)
すべてのBluetooth対応機器に適用されるプロファイルで相互運用性を定義する。
Message Access Profile (MAP)
デバイス間でメッセージオブジェクトを交換するためのプロファイル。GOEPを基礎技術として用いている。
Multi-Profile Specification (MPS)
複数のプロファイルのサポート
Object Push Profile (OPP)
携帯電話 - 携帯電話間のオブジェクト（たとえば電話帳のデータやスケジュールのデータなど）を交換するために使用されるプロファイル。
Personal Area Networking Profile (PAN)
ある1台のPC（マスター）を中心として、複数のPC（スレイブ）が無線接続を行なうためのプロファイル。
Phone Book Access Profile(PBAP)
電話帳情報を伝送するためのプロファイル。
SIM Access Profile (SAP)
GSM(2G)方式のSIMカード、UICC、R-UIMカードにアクセスするためのプロファイル。
Serial Port Profile (SPP)
PC間において仮想シリアルポートを設定し、それらのPCを接続するために使用されるプロファイル。
Synchronization Profile (SYNCH)
GOEPと連動して使用することで、PCや携帯電話などの各デバイス間で各種情報（カレンダーやアドレスなど）を共有するために使用されるプロファイル。
Video Distribution Profile (VDP)
ビデオカメラ - モニタ間などで、ビデオデータをストリーミング配信するためのプロファイル。

## GATTプロファイルとサービス
主に Bluetooth Low Energy 用に GATT プロファイルとサービスの仕様が多数制定されている。詳細は https://www.bluetooth.com/specifications/gatt を参照。

## 廃止されたプロファイル
かつて仕様が作られたが廃止になったプロファイルの一覧。
Common ISDN Access Profile (CIP)
Bluetoothの無線接続経由で、ISDNが提供するサービスやデータにアクセスするためのプロファイル。
Cordless Telephony Profile (CTP)
Bluetoothの無線接続上で、コードレス電話を使用するためのプロファイル。
Fax Profile (FAX)
携帯電話などの端末をFAXゲートウェイとして利用して、PCなどからFAX送信を行なうためのプロファイル。
Intercom Profile (ICP)
同じBluetoothネットワーク上にある2台の携帯電話を、公衆の電話網を使用することなく直接接続するために使用されるプロファイル。
LAN Access Profile (LAP)
Bluetoothを利用して無線LANを構築するためのプロファイル。
Service Discovery Application Profile (SDAP)
Bluetoothを実装された各デバイスが、他のBluetoothデバイスを検索する際に使用されるプロファイル。

## 独自プロファイル
PHS Voice Profile (PVP)
PHS電話機をゲートウェイとして、外部のハンドセットからダイアルや音声通話を行う為のプロファイル。PHSモデムを内蔵しないスマートフォンと、単体のPHSモデムを接続してスマートフォンにPHS通話機能を持たせる為に存在する。ウィルコムが独自に開発を行った。

## 参照
1. ↑  Traditional Profile Specifications | Bluetooth Technology Website
2. ↑  Deprecated Profile Specifications | Bluetooth Technology Website